# Pont de Rodenkirchen
Le pont de Rodenkirchen (allemand : Rheinbrücke Köln-Rodenkirchen) est un pont suspendu sur le Rhin dans la ville de Cologne et le Land de Rhénanie-du-Nord-Westphalie en Allemagne. Achevé en 1941 et reconstruit en 1954, il possède une travée principale de 378 mètres.

## Description
Il a été construit de 1938 à 1941, suivant la conception de Paul Bonatz et la planification de Fritz Leonhardt, pour l'autoroute Cologne-Aix. Il intègre la Bundesautobahn 4 et le périphérique de Cologne. La longueur de la partie suspendue est de 567 mètres pour une largeur de tablier de 52,80 mètres (26,40 mètres avant l'élargissement), la hauteur des pylônes est de 59,40 mètres (depuis les piles).
Le pont a été détruit par un raid aérien le 14 janvier 1945. Il fut reconstruit de 1952 à 1954, avec les anciens pylônes réutilisés. Le nouveau pont a été construit à partir de seulement 3 350 tonnes d'acier, contrairement à l'ancien pont qui avait nécessité 6 100 tonnes.
En raison de l'augmentation du trafic sur le pont, il a été élargi de 1990 à 1995.

## Galerie

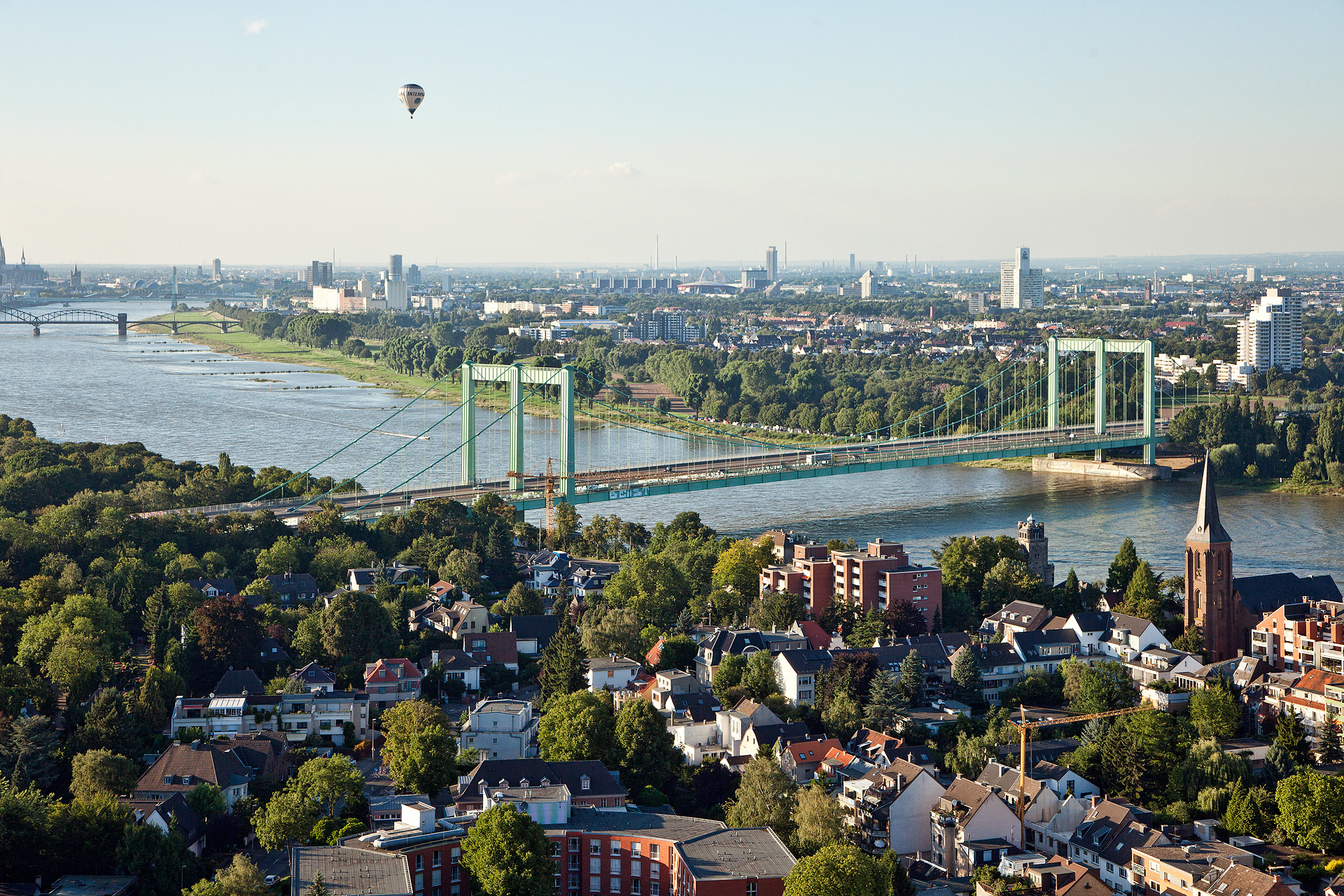
vue aérienne
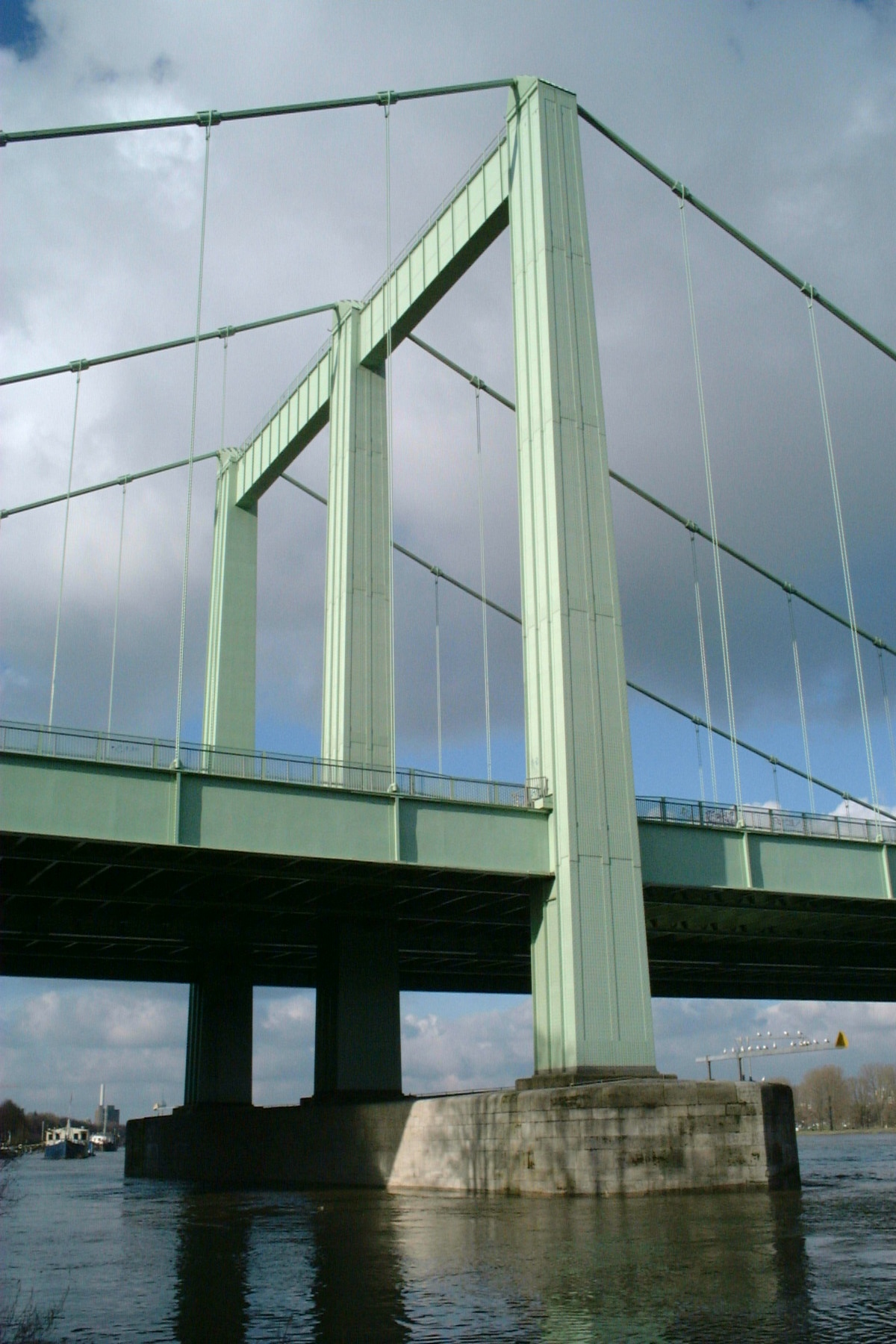
pylône
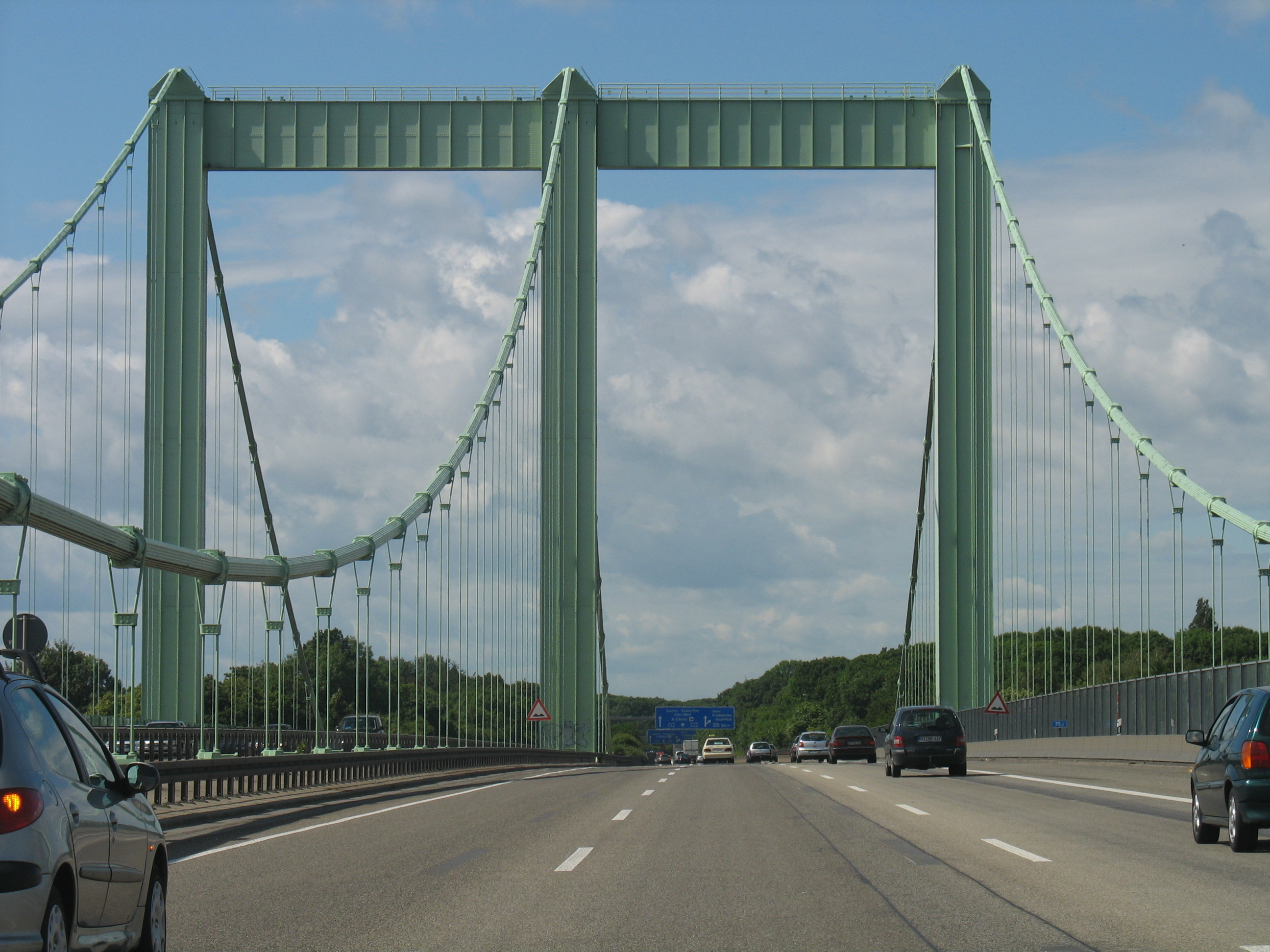
pylône
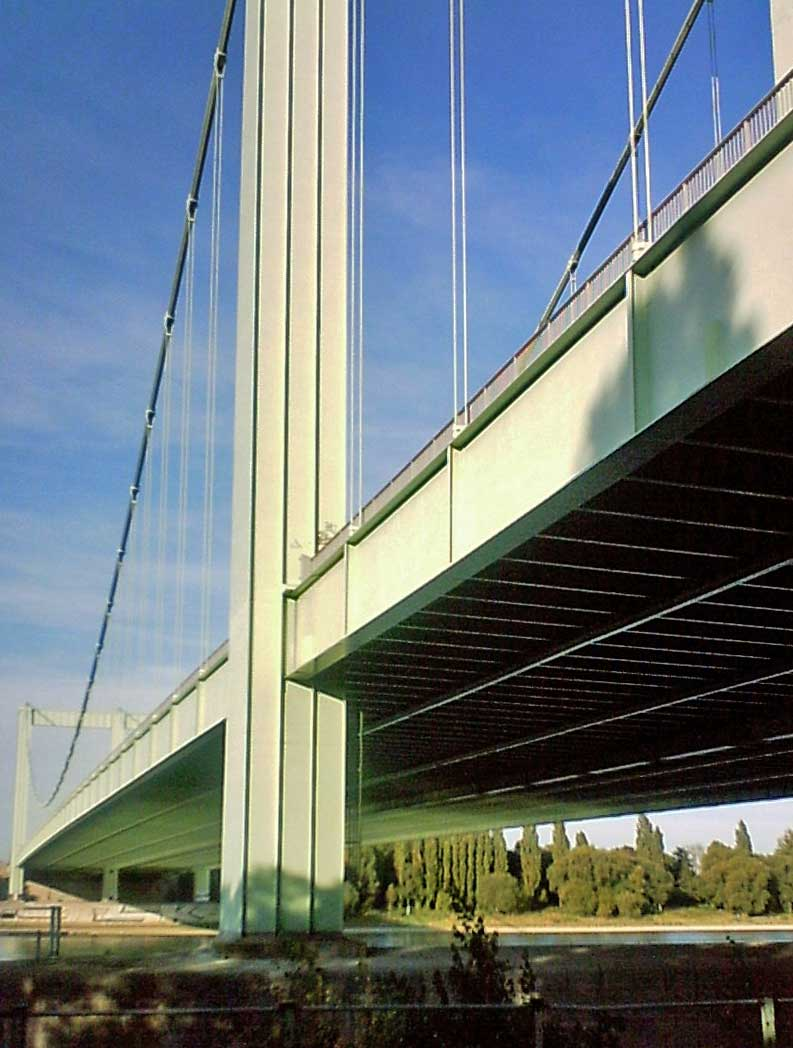
pylône